# Sirobasidium magnum
Sirobasidium magnum är en svampart som beskrevs av Boedijn 1934. Sirobasidium magnum ingår i släktet Sirobasidium och familjen Sirobasidiaceae.   Inga underarter finns listade i Catalogue of Life.